# Malinchismo
El malinchismo es un sinónimo de autocolonialismo, un complejo social que indica un adjetivo de preferencia a lo extranjero y rechazo hacia lo propio del propio país, que afecta desde el individuo hasta la nación completa. En él existe un sistema de clasificación de objetos, personas, costumbres y procesos sociales.

## Origen del término
La palabra malinchismo surge de uno de los recuentos históricos sociales que reprimen la historia del mexicano. El término tiene su origen en Malinalli o más conocida por su nombre en el mito mexicano de La Malinche, una mujer que fue regalada como esclava y acompañó a Hernán Cortés durante la conquista por los españoles de lo que hoy es México, entre 1519 y 1521, y a quien ayudó como guía e intérprete. Gracias en parte a la ayuda de esta mujer, los conquistadores fueron capaces de establecer alianzas y pactos para obtener la ayuda de otros pueblos en contra de los mexicas. Es por ello que es símbolo de traición en México y surge de ahí el término. A partir de la conquista de México y diversos hechos históricos, se fue intensificando la idea de que el conquistador solía ser visto como alguien superior, por lo que buscaban ser igual que las naciones extranjeras más desarrolladas en ese periodo. Al no conseguirlo, comenzaba este sentimiento de inferioridad ante ellos los extranjeros.